# Karel I Robert van Hongarije
Karel I Robert van Hongarije (Napels, circa 1288 - Visegrád, 16 juli 1342) was van 1308 tot aan zijn dood koning van Hongarije. Hij was de eerste Hongaarse koning uit het huis Anjou-Sicilië.

## Levensloop
Karel Robert was de oudste zoon van Karel Martel van Anjou en Clemence van Habsburg, dochter van Rooms-Duits koning Rudolf I van Habsburg. Zijn vader was een pretendent van de Hongaarse troon en liet zichzelf koning van Hongarije noemen. Zijn grootmoeder langs vaderkant Maria was namelijk een zus van koning Ladislaus IV van Hongarije, de voorlaatste Hongaarse koning uit het huis Árpáden. 
Na het overlijden van zijn vader werd Karel Robert pretendent van Hongarije. In deze functie werd hij in 1299 officieel erkend door paus Bonifatius VIII. Toen koning Andreas III van Hongarije in 1301 stierf en het huis Árpáden uitstierf, werd hij officieel koning van Hongarije. De Hongaarse adel dacht er echter anders over en verkoos Wenceslaus III, de zoon van koning Wenceslaus II van Bohemen, tot koning van Hongarije.
In 1305 trad Wenceslaus III af als koning van Hongarije om zijn vader op te volgen als koning van Bohemen. Karel Robert probeerde vervolgens om zich tot koning van Hongarije te laten verkiezen, maar de Hongaarse adel verkoos ditmaal hertog Otto III van Beieren tot koning van Hongarije. Otto nam als koning de naam Béla V aan. Béla verloor echter snel de steun van de Hongaarse adel, die daarop Karel Robert erkende als koning van Hongarije. In 1308 deed Béla troonsafstand als koning van Hongarije, waarna Karel Robert officieel koning van Hongarije werd.
Karel Robert bezat eveneens aanspraken op het koninkrijk Napels, omdat zijn vader een zoon van koning Karel II van Napels was. Paus Bonifatius VIII, de leenheer van Napels, sloot hem in 1297 echter uit van troonopvolging. Hij bleef echter zijn aanspraken op het koninkrijk Napels voeren, ook nadat zijn oom Robert in 1309 koning van Napels werd. 
De in 1311 koning van Bohemen geworden Jan van Luxemburg had eveneens claims op de Hongaarse en Poolse troon. Dit zorgde ervoor dat Karel Robert een alliantie sloot met groothertog Wladislaus de Korte van Polen. In 1320 huwde Karel Robert met een dochter van Wladislaus en hij hielp Wladislaus ook om Polen te verenigen. Ook steunde hij Wladislaus de Korte toen die zich in 1320 tot koning van Polen liet kronen. 
In de jaren 1320 beëindigde Karel Robert met een reeks veldtochten de macht van de heersers van de Hongaarse mini-koninkrijkjes die tijdens de laatste regeringsjaren van het huis Árpáden ontstaan waren en centraliseerde hij Hongarije. Om de adel voortaan aan zich te verbinden, stichtte Karel de Orde van Sint-Joris. Hij probeerde eveneens het vorstendom Walachije te veroveren, maar in 1330 werd hij in de Slag bij Posada verslagen door de troepen van de Wachaalse vorst Basarab I. Hierdoor bleef Walachije een onafhankelijk vorstendom.
In 1333 sloten Karel Robert en zijn oom, koning Robert van Napels, een akkoord in verband met de erfopvolging van Napels. Karels tweede zoon Andreas werd uitgehuwelijkt aan Roberts kleindochter Johanna I en het echtpaar zou na de dood van Robert het koninkrijk Napels erven. 
In 1335 organiseerde Karel in zijn residentie in Viségrad een ontmoeting tussen koning Jan van Bohemen en koning Casimir III van Polen. Deze ontmoeting legde de basis voor de langdurige alliantie die zou ontstaan tussen Polen en Bohemen. Als dank hiervoor benoemde de kinderloze Casimir III in 1339 Karel en zijn oudste zoon Lodewijk tot erfopvolger van het koninkrijk Polen.
In 1342 stierf Karel Robert. Als koning van Hongarije ontwikkelde hij de Hongaarse bergbouw en zorgde op deze manier voor een economische bloei in het land. In 1325 liet hij de eerste Hongaarse goudgulden slaan. 

## Huwelijken en nakomelingen
Karel Robert was driemaal gehuwd. In 1306 huwde hij met Maria van Bytom (1282/1284-1317), dochter van hertog Casimir II van Bytom. Ze kregen twee dochters:
- Catharina (overleden in 1355), huwde met hertog Hendrik II van Schweidnitz
- Elisabeth (overleden in 1367), huwde met Boleslaw van Opole

Na de dood van Maria huwde Karel Robert op 24 juni 1318 met Beatrix van Luxemburg (1305-1319), dochter van keizer Hendrik VII van het Heilige Roomse Rijk. Uit het huwelijk werd een doodgeboren dochter geboren. Ook Beatrix overleefde deze bevalling niet.
Na de dood van zijn tweede echtgenote huwde Karel op 6 juli 1320 met Elisabeth van Polen (1305-1380), dochter van koning Wladislaus de Korte van Polen. Ze kregen vijf zonen:
- Karel (1321), jong gestorven
- Ladislaus (1324-1329)
- Lodewijk I (1326-1382), koning van Hongarije en Polen
- Andreas  (1327-1345), hertog van Calabrië
- Stefanus (1329-1354), hertog van Slavonië

## Voorouders
| Voorouders van Karel I Robert van Hongarije | Voorouders van Karel I Robert van Hongarije                                 | Voorouders van Karel I Robert van Hongarije                                 | Voorouders van Karel I Robert van Hongarije                                    | Voorouders van Karel I Robert van Hongarije                                    | Voorouders van Karel I Robert van Hongarije                                   | Voorouders van Karel I Robert van Hongarije                                   | Voorouders van Karel I Robert van Hongarije                                   | Voorouders van Karel I Robert van Hongarije                                   |
| ------------------------------------------- | --------------------------------------------------------------------------- | --------------------------------------------------------------------------- | ------------------------------------------------------------------------------ | ------------------------------------------------------------------------------ | ----------------------------------------------------------------------------- | ----------------------------------------------------------------------------- | ----------------------------------------------------------------------------- | ----------------------------------------------------------------------------- |
| Overgrootouders                             | Karel van Anjou (1226-1285) ∞ 1246 Beatrix van Provence (1234-1267)         | Karel van Anjou (1226-1285) ∞ 1246 Beatrix van Provence (1234-1267)         | Stefanus V van Hongarije (1240-1272) ∞ 1253 Elisabeth van Koemanië (1240-1290) | Stefanus V van Hongarije (1240-1272) ∞ 1253 Elisabeth van Koemanië (1240-1290) | Albrecht IV van Habsburg (1188-1239) ∞ 1217 Heilwig van Kyburg (–)            | Albrecht IV van Habsburg (1188-1239) ∞ 1217 Heilwig van Kyburg (–)            | Burchard V van Hohenberg (–) ∞ Mechtildis van Tübingen (-)                    | Burchard V van Hohenberg (–) ∞ Mechtildis van Tübingen (-)                    |
| Grootouders                                 | Karel II van Napels (1254-1309) ∞ 1270 Maria van Hongarije (1257-1323)      | Karel II van Napels (1254-1309) ∞ 1270 Maria van Hongarije (1257-1323)      | Karel II van Napels (1254-1309) ∞ 1270 Maria van Hongarije (1257-1323)         | Karel II van Napels (1254-1309) ∞ 1270 Maria van Hongarije (1257-1323)         | Rudolf I (rooms-koning) (1218-1291) ∞ 1245 Gertrude van Hohenberg (1255–1281) | Rudolf I (rooms-koning) (1218-1291) ∞ 1245 Gertrude van Hohenberg (1255–1281) | Rudolf I (rooms-koning) (1218-1291) ∞ 1245 Gertrude van Hohenberg (1255–1281) | Rudolf I (rooms-koning) (1218-1291) ∞ 1245 Gertrude van Hohenberg (1255–1281) |
| Ouders                                      | Karel Martel van Anjou (1271-1295) ∞ 1270 Clemence van Habsburg (1262-1295) | Karel Martel van Anjou (1271-1295) ∞ 1270 Clemence van Habsburg (1262-1295) | Karel Martel van Anjou (1271-1295) ∞ 1270 Clemence van Habsburg (1262-1295)    | Karel Martel van Anjou (1271-1295) ∞ 1270 Clemence van Habsburg (1262-1295)    | Karel Martel van Anjou (1271-1295) ∞ 1270 Clemence van Habsburg (1262-1295)   | Karel Martel van Anjou (1271-1295) ∞ 1270 Clemence van Habsburg (1262-1295)   | Karel Martel van Anjou (1271-1295) ∞ 1270 Clemence van Habsburg (1262-1295)   | Karel Martel van Anjou (1271-1295) ∞ 1270 Clemence van Habsburg (1262-1295)   |